# Stadio Nemesio Camacho
Lo stadio Nemesio Camacho (in spagnolo Estadio Nemesio Camacho), noto comunemente come El Campín, è il principale impianto calcistico di Bogotà (Colombia).

## Storia
L'edificazione dello stadio fu voluta nel 1934 dall'allora sindaco di Bogotà, Jorge Eliécer Gaitán, sia per celebrare il quarto centenario della fondazione della città, sia per rimpiazzare il piccolo stadio La Merced, in vista dei Giochi Bolivariani in programma nella capitale colombiana per il 1938.

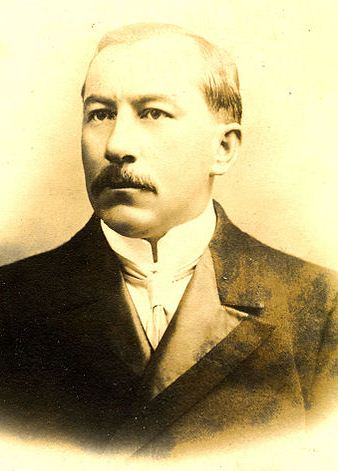
Nemesio Camacho.

L'idea piacque a buona parte della classe dirigente cittadina e Luis Camacho Matiz, figlio di Nemesio Camacho (l'ex-direttore della rete tramviaria di Bogotà), mise a disposizione per la costruzione dello stadio un terreno ricevuto in eredità dal padre nel sobborgo di Teusaquillo, in Calle Cundinamarca. L'area, un grande parco, era chiamata El Campín, dall'inglese camping in quanto utilizzata proprio come campeggio. Di fatto El Campín sarebbe rimasto il nome con cui comunemente gli sportivi colombiani avrebbero chiamato lo stadio.
I lavori di costruzione partirono di lì a poco: il progetto dello stadio fu compiuto dall'ingegner Federico Leder Müller e i lavori assegnati allo stesso Müller, coadiuvato dai colleghi Rafael Arciniegas e Alberto Dupuy. Piogge torrenziali ritardarono notevolmente i lavori di edificazione, tanto è che l'inaugurazione, prevista per il 6 agosto 1938 (data dei 400 anni dalla fondazione di Bogotà), dovette slittare al 10.
Quel giorno scesero in campo Colombia ed Ecuador in una gara valevole per i Giochi Bolivariani: la vittoria arrise agli ospiti, che sconfissero i Cafeteros padroni di casa per 2-1.
L'originaria capienza del Campín ammontava ad appena 10.000 posti. Nel 1948, in occasione del primo campionato di calcio colombiano, El Campín fu aumentato di oltre il doppio, a ben 23.500 posti.
Primo club a farne uso furono i Millonarios, squadra formidabile, in cui giocavano all'epoca campioni del calibro di Adolfo Pedernera e Alfredo Di Stéfano. I Millonarios vinsero il loro primo titolo nel 1949, battendo per 3-2 il Deportivo Cali proprio al Campín.
Pochi anni dopo l'Independiente Santa Fe, che aveva fino ad allora giocato le proprie gare interne nello stadio della città universitaria (l'Estadio Alfonso Lopez), chiese ed ottenne di poter giocare al Campín.

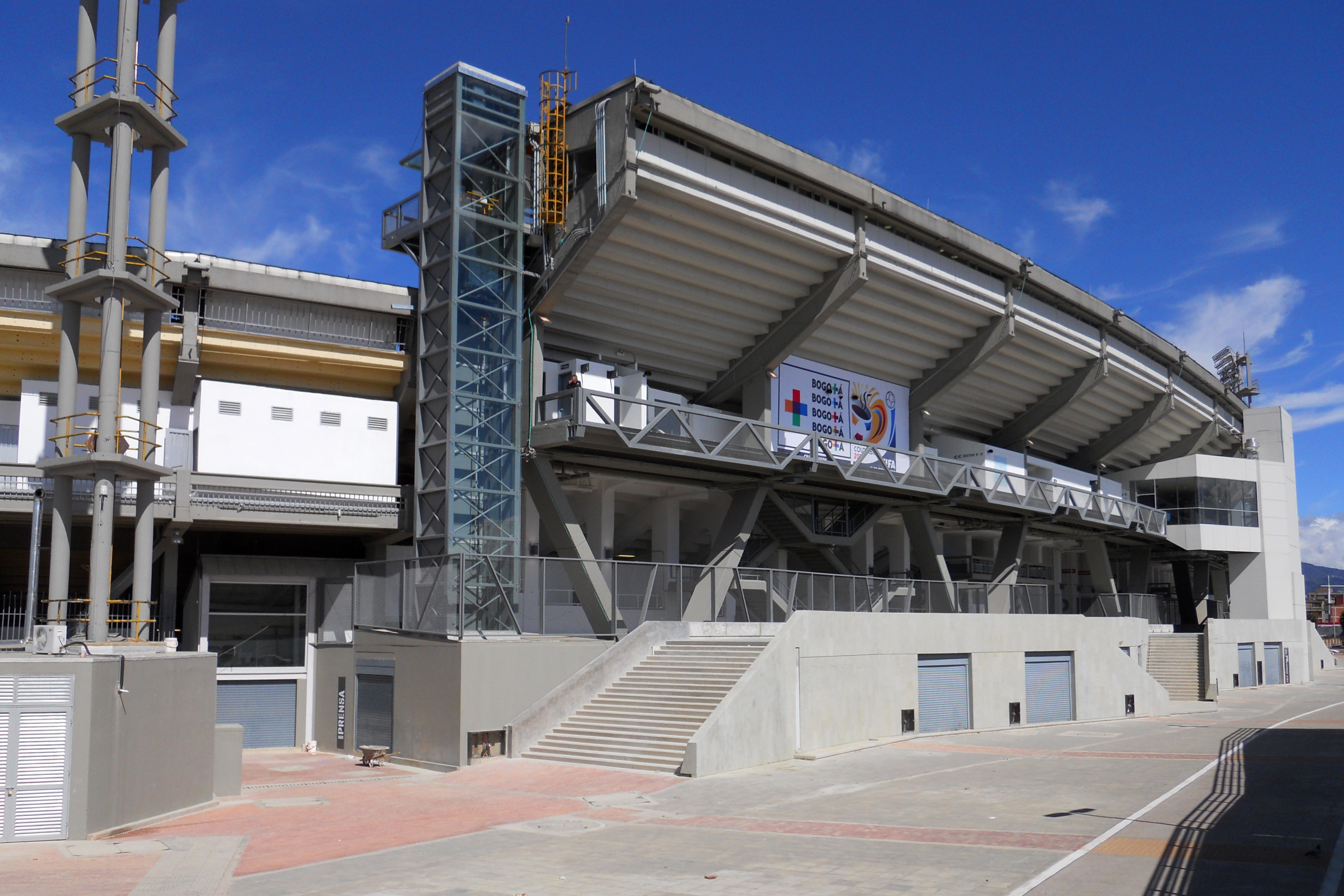
Veduta esterna dello stadio

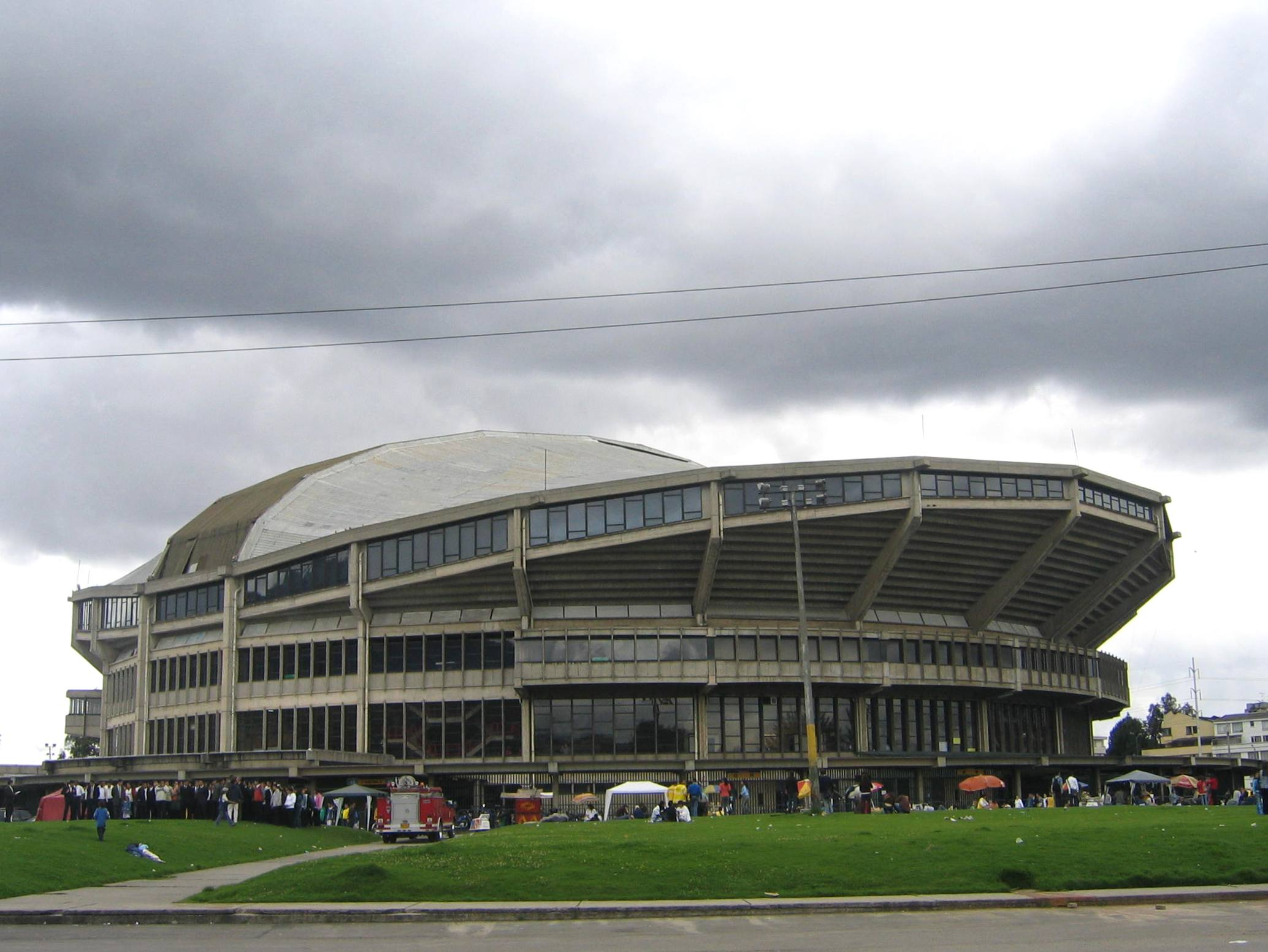
Il vicino Coliseo Cubierto El Campín, utilizzato per eventi sportivi e religiosi

Negli anni a seguire lo stadio sarebbe stato progressivamente aumentato di capienza. Nel 1952, in seguito ai lavori di ampliamento autorizzati due anni prima dal sindaco di Bogotà Fernando Mazuera, El Campín passò a ben 42.000 posti. Il rinnovamento della struttura fu celebrato con una doppia amichevole di lusso tra Millonarios e Real Madrid.
Nonostante l'aumento di posti, frequenti e preoccupanti furono i fenomeni di sovraffollamento (addirittura 60.000 persone in una gara di Copa Libertadores tra Millonarios e Botafogo nel 1962), tanto che nel 1968 l'amministrazione comunale approvò il progetto di portare a 62.500 il numero di posti dello stadio.
Con gli anni novanta fu fatta marcia indietro, decidendo di diminuire la capienza per motivi di sicurezza. Tra il 1994 e il 1996 El Campín fu riportato a 56.000 posti e notevolmente ammodernato, mentre al suo esterno veniva realizzato un  centro deportivo, con campi da tennis ("Centro de Tenis El Campín"), un impianto coperto ("Coliseo Cubierto El Campín") e uno stadio da allenamento ("Mini-Estadio El Campincito").
Da ultima, nel 2000 fu effettuata un'ulteriore riduzione di capienza, al fine da rendere lo stadio più sicuro per gli spettatori e per evitare fenomeni di sovraffollamento in occasione della Copa América 2001, in programma proprio in Colombia. Lo stadio fu così portato a 46.018 posti, capienza attuale dell'impianto.
Nel 2007 si è avuta l'ultima ristrutturazione del Campín, notevolmente ammodernato: la struttura (rigorosamente antisismica, indispensabile in un Paese con frequenti terremoti come la Colombia) fu rafforzata, le tribune rimodellate e un nuovo impianto di illuminazione fu apportato all'impianto.
El Campín è oggi uno dei più moderni stadi sudamericani, disponendo di ben 5 spogliatoi, 2 ascensori nella tribuna ovest, 6 scale antincendio, numerose squadre di pronto intervento e perfino un servizio gratuito di internet Wi-Fi.

## Grandi eventi ospitati
Oltre ai citati Giochi Bolivariani del 1938, El Campín fu teatro anche dei Giochi Panamericani del 1971 e dei campionati preolimpici in vista dei tornei olimpici di calcio di Città del Messico 1968, Monaco di Baviera 1972 e Mosca 1980.
Utilizzato come stadio abituale delle gare interne della nazionale colombiana (unitamente all'Estadio Metropolitano di Barranquilla) fin dalle qualificazioni ai mondiali di Svezia '58, ospitò per la prima volta partite di Copa América durante l'edizione senza sede fissa del 1975. Quell'anno la forte nazionale colombiana giunse fino alla finale e il Campín fu teatro delle vittorie dei Cafeteros al primo turno contro Paraguay (il 20 luglio, vittoria della Colombia per 1-0) ed Ecuador (il 7 agosto, successo dei padroni di casa per 2-0). Il 21 settembre la Colombia sconfisse al Campín 3-0 il quotatissimo Uruguay e, dopo l'indolore sconfitta al Centenario di Montevideo per 0-1, volò in finale. Il 16 ottobre El Campín fu sede della finale di andata, dove la Colombia superò 1-0 il Perù con goal di Ponciano Castro al 54'. Ma i Blanquirrojos ribaltarono il punteggio (0-2) nel ritorno al Nacional di Lima e vinsero il titolo nello spareggio disputato il 28 ottobre nel campo neutro dell'Estadio Olímpico de la Ciudad Universitaria di Caracas.
El Campín tornò ad ospitare le gare interne della Copa América nelle edizioni del 1979 e del 1983, ma in ambedue i casi i Cafeteros non superarono il primo turno.
Finalmente nel 2001 la Colombia fu scelta come Paese organizzatore della Copa América. Anche per dare la possibilità alle altre città colombiane di ospitare partite del torneo continentale, il Campín fu designato quale sede di due sole partite, la finale per il 3º posto e la finalissima.

La prima si disputò il 28 luglio e il sorprendente Honduras superò ai rigori l'Uruguay.

L'indomani, nella finalissima della XL edizione della Copa América, la Colombia padrona di casa superò 1-0 il Messico, con rete del capitano Iván Ramiro Córdoba. Nel tripudio generale, proprio il calciatore interista poté alzare al cielo la prima Copa América vinta dai Cafeteros e il Campín fu finalmente sede di un grande successo della nazionale colombiana.
Concerti:
- 1973 - James Brown
- 1988 - Concierto de Conciertos e Quiet Riot
- 1991 - Information Society
- 1992 - Guns N' Roses
- 1994 - Pet Shop Boys
- 1995 - Bon Jovi e Luciano Pavarotti
- 1995 - UB40, Elton John e Sheryl Crow
- 1996 - Plácido Domingo
- 1997 - Fito Páez, Charly García, Mercedes Sosa e Celia Cruz
- 1998 - Fania All-Stars
- 2000 - Shakira
- 2004 - The Offspring
- 2012 - Paul McCartney
- 2012 - Lady Gaga
- 2013 - Justin Bieber
- 2014 - One Direction
- 2015- Foo Fighters
- 2015- KISS
- 2016- The Rolling Stones

## Controversie sull'altitudine
I 2640 m s.l.m. a cui sorge Bogotà hanno generato, da parte di molti club e nazionali di Paesi stranieri, proteste legate a presunti vantaggi che l'altitudine recherebbe ai giocatori colombiani scegliendo il Campín. Proteste del genere, che hanno riguardato anche l'Ecuador (a proposito dell'Estadio Olímpico Atahualpa di Quito, posto a 2850 m s.l.m.) e soprattutto la Bolivia (riguardo all'Estadio Hernando Siles di La Paz, a oltre 3600 m s.l.m.), hanno indotto la FIFA, nel maggio del 2007, a vietare la disputa di gare ufficiali ad oltre 2500 metri.

Il 27 giugno, tuttavia, il massimo organo calcistico mondiale è tornato sulla propria decisione, aumentando a 3000 il limite massimo e permettendo così alla Colombia di continuare a giocare le proprie partite interne al Campín.
La FIFA in data 15 dicembre 2007 ha ulteriormente modificato i criteri, portando il limite a 2750 metri, salvo che non sia possibile per i calciatori un periodo di acclimatamento all'alta quota.